# Machine Head (음반)
| 평가 점수                | 평가 점수  |
| 출처                     | 점수       |
| ------------------------ | ---------- |
| AllMusic                 | [ 2 ]      |
| BBC Music                | favourable |
| Christgau's Record Guide | B          |
| MusicHound               | [ 5 ]      |
| Record Collector         | [ 6 ]      |
| Rolling Stone            | favourable |
| The Daily Vault          | A          |
| Uncut                    | [ 9 ]      |

《Machine Head》는 영국의 하드 록 밴드 딥 퍼플의 여섯 번째 스튜디오 음반이다. 이 음반은 1971년 12월, 스위스 몽트뢰에서 녹음되었으며, 1972년 3월 30일, 퍼플 레코드를 통해 발매되었다. 이 음반은 리치 블랙모어, 이언 길런, 로저 글로버, 존 로드, 이언 페이스로 구성된 마크 II 라인업이 참여한 세 번째 음반이다.
이전의 녹음 세션들은 그룹의 공연 일정에 맞추어 진행되었으나, 이번에는 전형적인 스튜디오 환경에서 벗어나 음반 작업에 전념하고자 했다. 그들은 롤링 스톤스 이동식 스튜디오를 사용하여 녹음을 진행하고, 몽트뢰 카지노를 음반 녹음 장소로 예약했으나, 그 전날 프랭크 자파와 마더스 오브 인벤션의 공연 중 관객이 발사한 신호탄으로 카지노가 불타버렸다. 대체 장소를 찾기 위해 일주일 동안 노력한 끝에, 근처의 극장에서 한 세션을 시도했으나 소음 문제로 중단되었고, 결국 겨울철에 문을 닫은 그랜드 호텔을 예약하여 녹음에 적합한 라이브 룸으로 개조했다. 이 사건들, 특히 카지노 화재는 후에 〈Smoke on the Water〉의 영감을 주었다.
《Machine Head》는 딥 퍼플의 가장 상업적으로 성공한 음반이었으며, 영국을 포함한 여러 나라에서 차트 1위를 기록했다. 헤비 메탈의 발전에 큰 영향을 미친 이 음반은 음악 평론가들로부터 계속해서 긍정적인 평가를 받았으며, 여러 차례 재발매되었다. 또한, 이 음반은 역대 가장 위대하고 영향력 있는 록 음반 중 하나로 널리 평가받고 있다.

## 배경
1971년까지 딥 퍼플은 2년 동안 투어를 진행했으며, 《Deep Purple in Rock》 (1970년)과 《Fireball》 (1971년)과 같은 이전 음반들은 라이브 공연 사이에 녹음되었다. 밴드는 이전의 스튜디오 작업이 라이브 공연만큼 잘 들리지 않는다고 느꼈고, 무대 환경에서 녹음하기를 원했다. 드러머 이언 페이스는 《Fireball》 세션 중 일부를 녹음할 때 자신의 드럼 세트를 복도에서 녹음했는데, 그가 생각하기에 그곳에서 더 좋은 소리가 난다고 믿었기 때문이다. 또한 그는 전형적인 방음 스튜디오에서 벗어난 대체 녹음 환경을 찾기를 원했다. 딥 퍼플은 영국 밖에서 녹음할 것을 권유받았는데, 이는 소득세를 덜 내기 위해서였다.
그룹은 1971년 9월부터 10월까지 영국에서 투어를 진행하며, 궁극적으로 《Machine Head》에 수록된 새로운 곡들을 미리 선보였다. 특히 〈Highway Star〉와 〈Lazy〉가 그 예시였다. 이후 그들은 미국 투어를 시작했으나, 가수 이언 길런이 간염에 걸리면서 두 공연 후 투어가 취소되었다. 기타리스트 리치 블랙모어는 미래의 솔로 작업에 대해 생각하기 시작했으며, 잠시 동안 페이스와 필 라이넛과 함께 사이드 프로젝트를 고려하기도 했다. 딥 퍼플은 투어의 압박에서 벗어나 녹음에 전념할 수 있는 시간을 기대했다.
딥 퍼플은 1971년 12월, 스위스 몽트뢰 카지노에서 《Machine Head》를 녹음할 계획을 세웠다. 그들은 롤링 스톤스 이동식 스튜디오를 예약하고 호텔 예약을 마쳤다. 카지노는 여러 오락 시설을 갖춘 큰 아레나였으며, 밴드는 1971년 5월에 그곳에서 공연을 했고, 몽트뢰 재즈 페스티벌의 창립자이자 총괄 관리자 클로드 노브스와 친구가 되었다. 그 외에도 레드 제플린, 핑크 플로이드, 블랙 사바스가 모두 카지노에서 공연한 바 있다. 카지노는 매년 겨울 리모델링을 위해 문을 닫았으며, 그 기간 동안 녹음 장소로 사용될 수 있었다. 딥 퍼플은 1971년 12월 3일에 그곳에 도착했다. 마지막 공연 후, 그들은 해당 장소를 독점적으로 사용할 수 있었다. 그 대가로 밴드는 카지노에서 공연을 할 것을 잠정적으로 제안했으며, 이는 그들이 라이브와 스튜디오로 나누어 발매할 수 있는 더블 음반을 출시할 수 있게 해줄 계획이었다.

## 녹음
12월 4일, 카지노에서 열린 프랭크 자파의 콘서트는 한 관객이 건물 지붕에 불꽃을 발사하면서 악명이 높았다. 비록 사망자는 없었지만, 결과적으로 발생한 화재는 딥 퍼플의 계획을 망쳤다. 상류층 인사들은 이 밴드를 파빌리온이라는 근처 극장으로 재배치했고, 그곳에서 임시로 〈Title No. 1〉이라는 이름의 노래의 기본 곡들을 녹음했다. 베이시스트 로저 글로버는 어느 날 아침 〈Smoke on the Water〉라는 제목을 큰 소리로 외치며 잠에서 깼다고 말했다. 이후 길런은 이 제목을 바탕으로 《Machine Head》 음반을 녹음하면서 이 밴드의 몽트뢰에서의 경험을 묘사한 가사를 썼다. 불타는 몽트뢰 카지노의 사진은 《Machine Head》의 음반 커버의 게이트폴드에 포함될 것이다.

## 커버 아트
커버 아트는 음반 제목을 광택 있는 금속 시트에 찍어낸 뒤, 그 시트를 거울처럼 들어 그룹이 그 앞에 서 있는 모습을 담은 것이다. 사진작가 셰퍼드 셔벨은 그 반사를 찍었으며, 완성된 사진에서는 그가 "Head" 텍스트 바로 아래에 작은 흔적을 남긴 것을 확인할 수 있다. 음반 내지는 대부분 로저 글로버와 매니저 토니 에드워즈가 디자인했으며, 이전에 음반사 연락용 시트에 사용되었던 여러 머그샷을 포함하고 있다. 또한 이 음반 내지에는 《Machine Head》가 바쳐진 클로드 노브스의 사진도 포함되어 있었다. 초기 프레스에는 손으로 인쇄된 가사 시트도 함께 포함되었다.

## 곡 목록
모든 곡들은 리치 블랙모어, 이언 길런, 로저 글로버, 존 로드 그리고 이언 페이스에 의해 작사/작곡하였다.
| #  | 제목                 | 재생 시간 |
| -- | -------------------- | --------- |
| 1. | 〈Highway Star〉     | 6:05      |
| 2. | 〈Maybe I'm a Leo〉  | 4:51      |
| 3. | 〈Pictures of Home〉 | 5:03      |
| 4. | 〈Never Before〉     | 3:56      |

| #  | 제목                   | 재생 시간 |
| -- | ---------------------- | --------- |
| 1. | 〈Smoke on the Water〉 | 5:40      |
| 2. | 〈Lazy〉               | 7:19      |
| 3. | 〈Space Truckin'〉     | 4:31      |

## 참여 인원
- 리치 블랙모어 - 기타
- 이언 길런 - 보컬, 하모니카
- 로저 글로버 - 베이스
- 존 로드 - 키보드
- 이언 페이스 - 드럼, 퍼커션

## 인증
| 국가                                                                                         | 인증        | 판매량/출하량 |
| -------------------------------------------------------------------------------------------- | ----------- | ------------- |
| 브라질 (Pro-Música Brasil) 2024 remaster                                                     | 골드        | 100,000       |
| 프랑스 (SNEP)                                                                                | 2× 골드     | 200,000*      |
| 이탈리아 (FIMI)                                                                              | 골드        | 25,000*       |
| 일본 (RIAJ) 1989 release                                                                     | 골드        | 100,000^      |
| 스웨덴                                                                                       | —           | 25,000        |
| 영국 (BPI)                                                                                   | 골드        | 100,000^      |
| 미국 (RIAA)                                                                                  | 2× 플래티넘 | 2,000,000^    |
| *판매량을 기반으로 한 인증 · ^출하량을 기반으로 한 인증 · 판매량+스트리밍을 기반으로 한 인증 |             |               |